# Ralf Stambula
Ralf Stambula (ur. 13 kwietnia 1954 w Düsseldorfie) – niemiecki kolarz torowy reprezentujący RFN, brązowy medalista mistrzostw świata.

## Kariera
Największy sukces w karierze Ralf Stambula osiągnął w 1984 roku, kiedy zdobył brązowy medal w wyścigu ze startu zatrzymanego amatorów podczas mistrzostw świata w Barcelonie. W wyścigu tym uległ jedynie Holendrowi Janowi de Nijsowi i Włochowi Roberto Dottiemu. Ponadto Stambula trzykrotnie zdobywał medale torowych mistrzostw kraju, w tym dwa złote: w 1975 i 1978 roku zwyciężał w drużynowym wyścigu na dochodzenie. Nigdy nie startował na igrzyskach olimpijskich.